# East Dean (Hampshire)
East Dean – wieś w Anglii, w hrabstwie Hampshire, w dystrykcie Test Valley. Leży 17 km na zachód od miasta Winchester i 116 km na południowy zachód od Londynu.